# 稲葉えりか
稲葉 えりか（いなば えりか、12月8日 - ）は岡山県出身のモデル。

## 出演

### CM
- ホンダ

### テレビ
- NNNドキュメント（日本テレビ）

### スチール
- カイタック
- 牛窓リゾート　ホテルリマーニ

### 雑誌
- ゼクシィ
- 月刊タウン情報

### MC
- 全国マルチメディア博　総務省ブース
- ボーダフォン（現・ソフトバンクモバイル） イベント

### キャンペーンガール
- コカコーラオリンピックキャンペーンガール
- モビリオレディ（ホンダ）
- ICOCAキャンペーンガール（JR西日本）
- セイラムピアニシモキャンペーンガール（JT）
- エプソンガール

### 受賞歴
- ほほえみマリン大使　優秀賞
- 第26回ミスくの一グランプリ　審査員特別賞